# Kasparov's Gambit
Kasparov's Gambit o Garry Kasparov's Gambit o simplemente Gambit es un programa de computadora para jugar ajedrez creado en 1993 por Electronic Arts y Heuristic Software para correr en MS-DOS, basado en Socrates II, el único programa que corriendo en una microcomputadora común, en lugar de una supercomputadora, ganara el North American Computer Chess Championship. Fue diseñado para sistemas x86 durante los días que Garry Kasparov era campeón del mundo, cuyo aval y soporte al juego fueron una de sus funcionalidades más atractivas.

## Historia
Julio Kaplan, jugador de ajedrez y programador de computadoras fundador de la desarrolladora Heuristic Software, escribió primeramente Heuristic Alpha, un competitivo programa de ajedrez que evolucionó en Socrates, ganador a inicios de los 1990s de la Copa Harvard (1989-1995) de ajedrez entre humanos y computadoras.
Las mejoras realizadas a Sócrates se reflejaron en la versión llamada Titán, posteriormente conocida como Sócrates II, el más exitoso de la serie y ganador del 1993 ACM International Chess Championship, venciendo a oponentes en apariencia superiores con harwadre dedicado y software especializado para el ajedrez, como HiTech y Cray Blitz aun cuando Socrates II corrió en una PC 486.
Dado su éxito la compañía Electronic Arts decide utilizar Sócrates II y al equipo de Kaplan en Heuristic Software para construir un nuevo producto, el Kasparov's Gambit, sumando a Kasparov como consultor y marca. Fue el primer esfuerzo de la compañía por entrar al competido mercado de los programas de ajedrez, dominado en aquel tiempo por Chessmaster 3000 y Blitz.
En 1993, Gambit salió a la venta con una versión que incluía varios errores y una deficiente integración del Sócrates II. Sin embargo, ese mismo año salió a la luz una versión parchada con alrededor del 75% de la fuerza del famoso motor que le diera origen, un logro importante considerando el resto de las funcionalidades incluidas.

## Funcionalidades
Gambit se diseñó para conjuntar el alto nivel de juego de un programa campeón de ajedrez con una herramienta de aprendizaje para un amplio rango de tipos de usuario.
Para Electronic Arts representó un logro pues es su primer desarrollo en usar video en ventanas, mostrando imagen digitalizada, video y voz del campeón Garry Kasparov dando consejos y comentando los movimientos.
Una lista de sus funcionalidades debería incluir:
- Tutorial interactivo con video-ayuda de Garry Kasparov
- Glosario en línea de términos de ajedrez
- Biblioteca de 500 juegos famosos de campeones del pasado
- Tablero gráfico auxiliar mostrando el análisis mientras se juega o revisan movimientos
- Lista de movimientos interactiva
- Caja de texto de análisis, incluyendo tiempo transcurido del movimiento, profundidad, puntaje de la mejor línea evaluada al momento y el número de posiciones buscadas
- Múltiples estilos de juego, permitiendo la creación y configuración de oponentes electrónicos
- Una ventana de entrenamiento, con los movimientos jugados y comentarios sobre las aperturas y consejos que en ocasiones activan el video con Kasparov.

Considerado por la revista Computer Gaming World "el mejor programa de enzeñanza de ajedrez disponible hasta el Bobby Fischer Teaches Chess, y fue el primero en ofrecer una forma razonable de calificar el juego humano contra el de la computadora" además del 145° lugar en su lista de 1996 150 Best Games of All Time.

### Sistema de rankeo
El rankeo del nivel de juego del usuario utiliza el sistema de puntuación Elo, usando las calificaciones preasignadas a los jugadores electrónicos y la del usuario, yendo desde 800 hasta 2800 puntos. Los jugadores nuevos son asignados con un Elo de 800 modificable, que va cambiando de acuerdo a la cantidad de juegos jugados, la fuerza de los oponentes y el resultado de las partidas.
La creación de estilos de juego o jugadores electrónicos permite asignar un porcentaje en cinco características: fuerza, ortodoxia, creatividad, atención y agresividad. Esto define, además del estilo, su puntaje Elo.

### Herramientas de aprendizaje
Además de 125 tutoriales, clasificados en aperturas, juego medio y jaque mates o finales, también incluye la base de datos Partidas famosas, una lista de juegos de campeones del mundo de todos los tiempos comentados por Kasparov con la opción de activar un quiz interactivo donde el usuario debe predecir el siguiente movimiento.
Es posible además, configurar un estilo de libros de apertura de acuerdo a lo que el usuario desee enfrentar.